# Штандарт Главы Республики Ингушетия
Штандарт Главы Республики Ингушетия — официальный символ (флаг) Главы Республики Ингушетия.
Штандарт постоянно находится в служебном кабинете Главы Республики Ингушетия в Президентском дворце в Магасе. Он имеет 3 дубликата, один из которых установлен в кабинете Главы Республики Ингушетия в здании постоянного представительства Республики Ингушетия при Президенте Российской Федерации в г. Москва. Второй – в местах проведения официальных церемоний, и третий дубликат Штандарта (транспортный) может устанавливаться на переднем правом крыле автомобиля Главы Ингушетии во время его выездов. Штандарт передаётся вновь избранному Главе Республики Ингушетия во время процедуры вступления в должность после принятия им присяги.

## Описание
Штандарт Главы Республики Ингушетия представляет собой квадратное полотнище из трёх горизонтальных полос: верхней и нижней – зелёного, средней – белого цвета (цвета Государственного флага Республики Ингушетия). В центре белой полосы, во всю её ширину, расположено полноценное изображение Государственного герба Республики Ингушетия. Полотнище окаймлено золотой бахромой. Древко Штандарта увенчано металлическим навершием в виде копья с изображением внутри него древнего Штандарта Ингушетии – бронзовой фигуры орла.

## История
Идея о дополнении национальной ингушской символики возвращением «Древнего Штандарта Ингушетии» принадлежит художнику Дауду Оздоеву и этнографу Макке Албогачиевой. Согласно учёным древняя ингушская реликвия, называемая «Орёл Сулеймана» и хранящаяся с 1939 года в Эрмитаже, в средних веках являлась государственным штандартом Ингушетии, олицетворяющим единение и согласие ингушского народа.
Вместе с тем, Ю. Евкуровым было инициировано создание официального Штандарта Главы Республики Ингушетия и в его оформлении использовать «Штандарт Ингушетии». Так, была создана специальная комиссия для разработки и обоснования проекта штандарта.
16 января 2014 года Юнус-Бек Евкуров подписал Указ «О штандарте (флаге) Главы Республики Ингушетия и утвердил соответствующее Положение о нём.